# O Páramo
O Páramo (spanisch Páramo) ist eine spanische Gemeinde (Concello) mit 1.296 Einwohnern (Stand: 2024) in der Provinz Lugo der Autonomen Gemeinschaft Galicien.

## Geografie
O Páramo liegt südwestlich des Zentrums der Provinz Lugo ca. 20 Kilometer südöstlich der Provinzhauptstadt Lugo.
Umgeben wird O Páramo von den sechs Nachbargemeinden:
| Guntín     |                                             | O Corgo |
| Portomarín | Kompassrose, die auf Nachbargemeinden zeigt | Láncara |
|            | Paradela                                    | Sarria  |

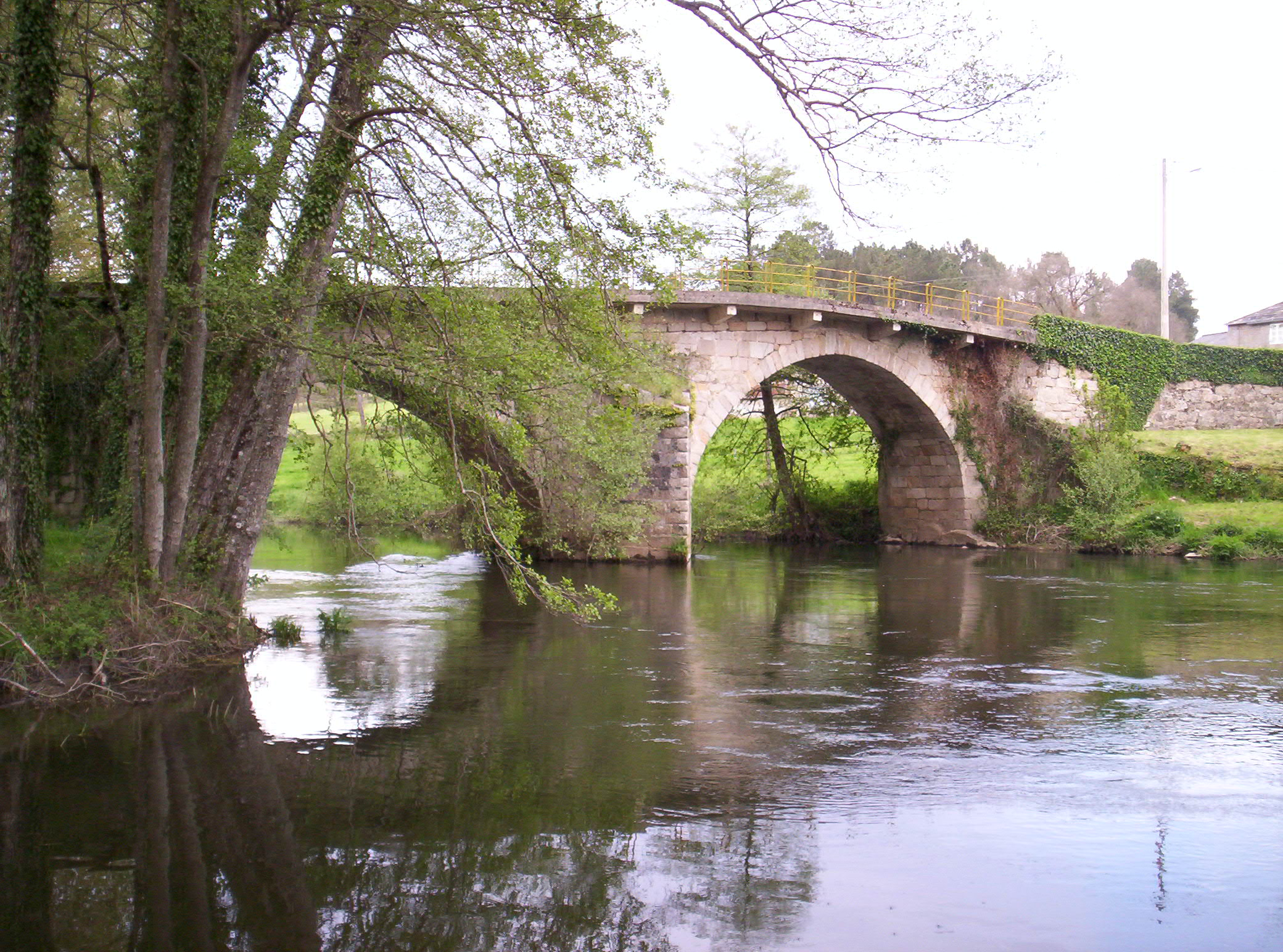
Brücke über den Neira

Der nördliche Teil der Gemeinde ist ein Gebiet niedriger Höhe mit einem monotonen Relief, dessen höchster Gipfel der Pico Grande mit 443 m ist. Im südlichen Teil sieht man die ersten Erhebungen der Serra do Páramo (881 m), die Teil des Granitblocksystems ist, das das Sarria-Becken von der Monforte-Senke trennt. Die Serra do Páramo erstreckt sich von Südwesten nach Nordosten mit den höchsten Erhebungen der Gemeinde, Monte do Páramo mit 876 m, Monte Maior mit 792 m und Monte Novo mit 604 m.
Die heutige Ebene von Lugo basiert, wie der gesamte Nordwesten der Iberischen Halbinsel, auf sehr altem präkambrischem Land, das in einigen Fällen während der Urzeit entstanden ist. Es hat seitdem eine umfassende geologische Entwicklung durchlaufen, bei der zuerst die variszischen Orogenese und in jüngerer Zeit die Alpidische Orogenese grundlegend war.
Östlich des Miño, in den Gemeinden O Páramo, Paradela und am westlichen Ende von Sarria, gibt es echte Bergmassive wie die Serra do Páramo. Die ältesten Gesteine in dieser Gemeinde sind präkambrische und kambrische Metapelite, in denen sich Granodiorit und Granitmagmen befinden, die sich während der variszischen Orogenese Plutone bildeten, die heute auf dem größten Teil der Oberfläche der Gemeinde O Páramo zu sehen sind.
In dieser Gemeinde stechen zwei Flüsse hervor, der Río Miño und der Neira. Der Miño bildet die natürliche Grenze der Gemeinde mit den Nachbargemeinden Portomarín und Guntín. Sein Nebenfluss, der Fluss Neira, markiert die nördliche Grenze.

## Klima
|                        | Jan | Feb  | Mär  | Apr  | Mai  | Jun  | Jul  | Aug  | Sep  | Okt  | Nov  | Dez |   |      |
| Mittl. Temperatur (°C) | 5,5 | 5,7  | 7,9  | 9,7  | 12,6 | 16,3 | 18,1 | 18,4 | 16,5 | 13   | 8,2  | 6,1 | ⌀ | 11,5 |
| Mittl. Tagesmax. (°C)  | 9,3 | 10,2 | 12,8 | 14,5 | 17,5 | 21,5 | 23,5 | 24,1 | 22,2 | 17,6 | 11,9 | 10  | ⌀ | 16,3 |
| Mittl. Tagesmin. (°C)  | 2,1 | 1,7  | 3,4  | 5    | 7,8  | 11,2 | 13,1 | 13,2 | 11,5 | 8,7  | 4,9  | 2,7 | ⌀ | 7,1  |
|                        |     |      |      |      |      |      |      |      |      |      |      |     |   |      |
| Niederschlag (mm)      | 112 | 84   | 87   | 94   | 80   | 54   | 31   | 37   | 59   | 117  | 125  | 118 | Σ | 998  |
|                        |     |      |      |      |      |      |      |      |      |      |      |     |   |      |
| Sonnenstunden (h/d)    | 3,8 | 4,9  | 6,1  | 6,9  | 7,8  | 8,5  | 8,4  | 8,4  | 7,9  | 6,3  | 4,3  | 4,1 | ⌀ | 6,5  |
|                        |     |      |      |      |      |      |      |      |      |      |      |     |   |      |
| Regentage (d)          | 10  | 8    | 8    | 10   | 9    | 6    | 5    | 5    | 7    | 9    | 11   | 10  | Σ | 98   |
|                        |     |      |      |      |      |      |      |      |      |      |      |     |   |      |
| Luftfeuchtigkeit (%)   | 86  | 82   | 79   | 79   | 77   | 75   | 72   | 71   | 72   | 79   | 84   | 84  | ⌀ | 78,3 |

| 2,1 |

| 1,7 |

| 3,4 |

| 5 |

| 7,8 |

| 11,2 |

| 13,1 |

| 13,2 |

| 11,5 |

| 8,7 |

| 4,9 |

| 2,7 |

| 2,1 |

| 1,7 |

| 3,4 |

| 5 |

| 7,8 |

| 11,2 |

| 13,1 |

| 13,2 |

| 11,5 |

| 8,7 |

| 4,9 |

| 2,7 |

Das Klima zeichnet sich durch mäßig warme Sommer und relativ milde Winter aus. Fast die Hälfte der Niederschläge fällt in den Monaten Oktober bis Januar. Der November ist der feuchteste Monat des Winters und mehr als viermal so niederschlagsreich wie der Juli, der trockenste Monat des Sommers. Luftfeuchtigkeit, Niederschlagsmengen und Anzahl der Regentage pro Monat nehmen in den Sommermonaten Juli und August deutlich ab. Das Klima ist als Csb-Klima klassifiziert. 
.

## Bevölkerungsentwicklung der Gemeinde
Legende: Páramo___O Páramo

Quelle: INE-Archiv – grafische Aufarbeitung für Wikipedia
Bis zur Zählung im Jahre 1940 blieb die Größe der Gemeinde relativ stabil. Anschließend sank die Zahl der Bevölkerung von über 3900 Einwohnern stetig bis unter 1500.
| Männer | Alterstufe | Frauen |
| ------ | ---------- | ------ |
| 0      | 100+       | 2      |
| 7      | 95–99      | 12     |
| 14     | 90–94      | 34     |
| 33     | 85–89      | 42     |
| 34     | 80–84      | 52     |
| 39     | 75–79      | 54     |
| 56     | 70–74      | 40     |
| 47     | 65–69      | 36     |
| 66     | 60–64      | 53     |
| 60     | 55–59      | 49     |
| 51     | 50–54      | 43     |
| 51     | 45–49      | 42     |
| 36     | 40–44      | 36     |
| 40     | 35–39      | 31     |
| 28     | 30–34      | 28     |
| 18     | 25–29      | 23     |
| 23     | 20–24      | 22     |
| 28     | 15–19      | 29     |
| 17     | 10–14      | 8      |
| 13     | 5–9        | 20     |
| 14     | 0–4        | 16     |

Die erhebliche Überalterung der Bevölkerung der Gemeinde zeigt folgende Tabelle, bei der das Verhältnis von Gruppen von älteren Personen mit Gruppen von Personen der jüngeren Generation verglichen wird:
| Alter | Anzahl Personen | Alter | Anzahl Personen | Provinz | Galicien | Spanien |
| ----- | --------------- | ----- | --------------- | ------- | -------- | ------- |
| 60–64 | 100             | 20–24 | 38              | 49      | 58       | 79      |
| 55–59 | 100             | 15–19 | 52              | 45      | 57       | 71      |
| 50–54 | 100             | 10–14 | 27              | 47      | 56       | 68      |

## Gemeindegliederung
Die Gemeinde Guitiriz ist in 18 Parroquias gegliedert:
| Parroquias              | Patrozinium          | Einwohner 2024 | Fläche km² | Dichte Einw./km² | Höhe msnm | Ortskennzahl |
| ----------------------- | -------------------- | -------------- | ---------- | ---------------- | --------- | ------------ |
| Adai                    | Santa Mariña         | 74             | 2,88       | 26               | 372       | 27043010000  |
| Friolfe                 | San Xoán             | 174            | 12,00      | 15               | 517       | 27043020000  |
| Gondrame                | Santa María          | 38             | 2,97       | 13               | 429       | 27043040000  |
| Grallás                 | Santo Estevo         | 45             | 1,97       | 23               | 522       | 27043050000  |
| Moscán                  | Santa María Madanela | 80             | 4,51       | 18               | 385       | 27043060000  |
| Neira                   | Santa María Madanela | 24             | 0,67       | 36               | 355       | 27043070000  |
| Piñeiro                 | San Salvador         | 54             | 3,02       | 18               | 416       | 27043080000  |
| Reascos                 | Santa María          | 19             | 3,04       | 6                | 360       | 27043090000  |
| Ribas de Miño           | Santiago             | 70             | 3,64       | 19               | 399       | 27043100000  |
| A Ribeira               | San Mamede           | 42             | 5,41       | 8                | 398       | 27043110000  |
| Sa                      | Santiago             | 236            | 9,56       | 25               | 451       | 27043120000  |
| San Vicente de Gondrame | San Vicente          | 99             | 3,90       | 25               | 430       | 27043030000  |
| Santo André da Ribeira  | San Pedro            | 32             | 3,30       | 10               | 370       | 27043130000  |
| A Torre                 | San Martiño          | 89             | 4,60       | 19               | 435       | 27043140000  |
| Vilafiz                 | Santa María          | 36             | 2,52       | 14               | 390       | 27043150000  |
| Vilarmosteiro           | Santa Eufemia        | 115            | 5,52       | 21               | 415       | 27043160000  |
| Vilasante               | Santa Cruz           | 36             | 2,86       | 13               | 362       | 27043170000  |
| Vileiriz                | San Salvador         | 42             | 2,45       | 17               | 520       | 27043180000  |

Der Hauptort, O Páramo, liegt in der Parroquia Vilarmosteiro.

## Geschichte
Die ersten historischen Hinweise auf O Páramo finden sich in den archäologischen Funden in der Parroquia Santo André de la Ribeira, wo mehrere Megalithgräber auftauchten, sowie zahlreiche Castros wie die von Friolfe und Moscan.
Die erste schriftliche Erwähnung der Ländereien von O Páramo stammt aus dem Jahr 569, als ein in Lugo abgehaltenes Konzil die Grenzen der elf Grafschaften festlegte, die zu dieser Diözese gehörten. Einer von ihnen war der Landkreis Paramiensis, der seinen Namen von Páramo erhielt, einem Gebiet zwischen dem linken Ufer des Flusses Miño und Neira. Seine Ausdehnung umfasste den Zusammenfluss des Sarria mit dem oben erwähnten Neira im Nordwesten und den Miño endete es nach Süden bis zum Becken des goldhaltigen Sil.
Der Name Páramo stammt aus dem Mittelalter und aus den frühen Tagen der Reconquista. Herr López Pelaez erklärte, dass in der ersten Periode der Rückeroberung bereits das Kloster San Salvador de Páramo existierte (402), das der Region große Bedeutung verlieh. Seine Bedeutung wird durch die Lektüre der Urkunde der Kirche San Xoán de Friolfe aus dem Jahr 910 belegt, das von vier Äbten, acht Presbytern, vier Diakonen und sieben Zeugen verfasst wurde.
Als die Verfassung von 1812 in Kraft trat, wurde O Páramo Teil der vereinigten Provinz Galizien, und als diese am 27. Januar 1822 und erneut am 30. November 1833 in vier Provinzen aufgeteilt wurde die Gemeinde Teil der neuen Provinz. Als der Provinzialrat am 3. März 1820 die Aufteilung in Gerichtsbezirke vornahm, tauchte der Begriff „Municipal do Páramo“ auf.

## Sehenswürdigkeiten
- Mámoas in A Gándara und A Torre
- Pazo de Camba in Paredes
- Torre de Mariscal auf dem Berg Paredes
- Pazo de Neira
- Pazo de Vilafiz
- Casa da Barreira
- Casa da Mámoa
- Casa Teixeiro
- Torre de Barreira, seit 1994 zum Bien de Interés Cultural erklärt[12]
- Romanische Kirchen von Friolfe, Grallás, Villarmosteiro, Gondrame und Vileiriz

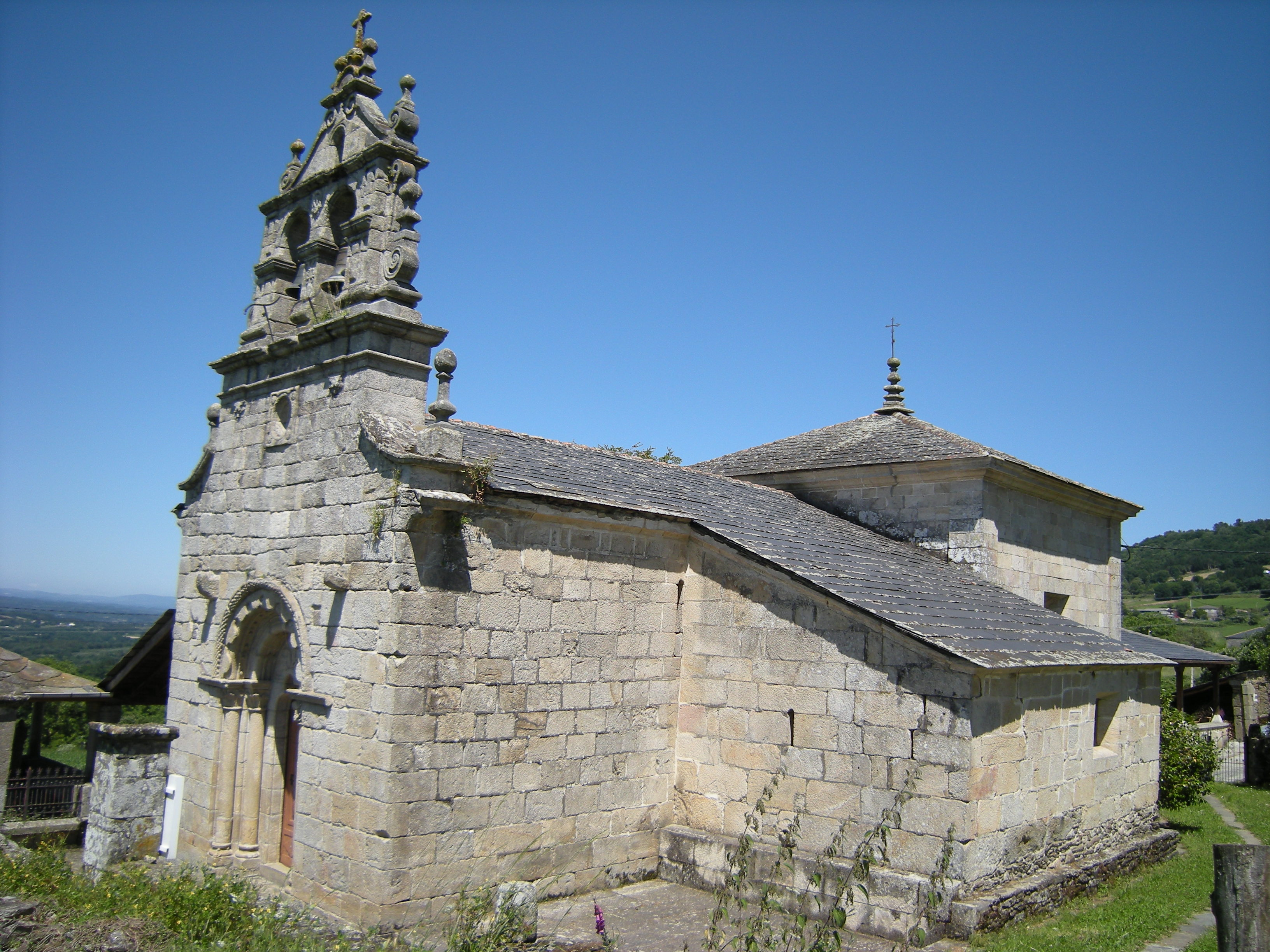
San Xoán de Friolfe
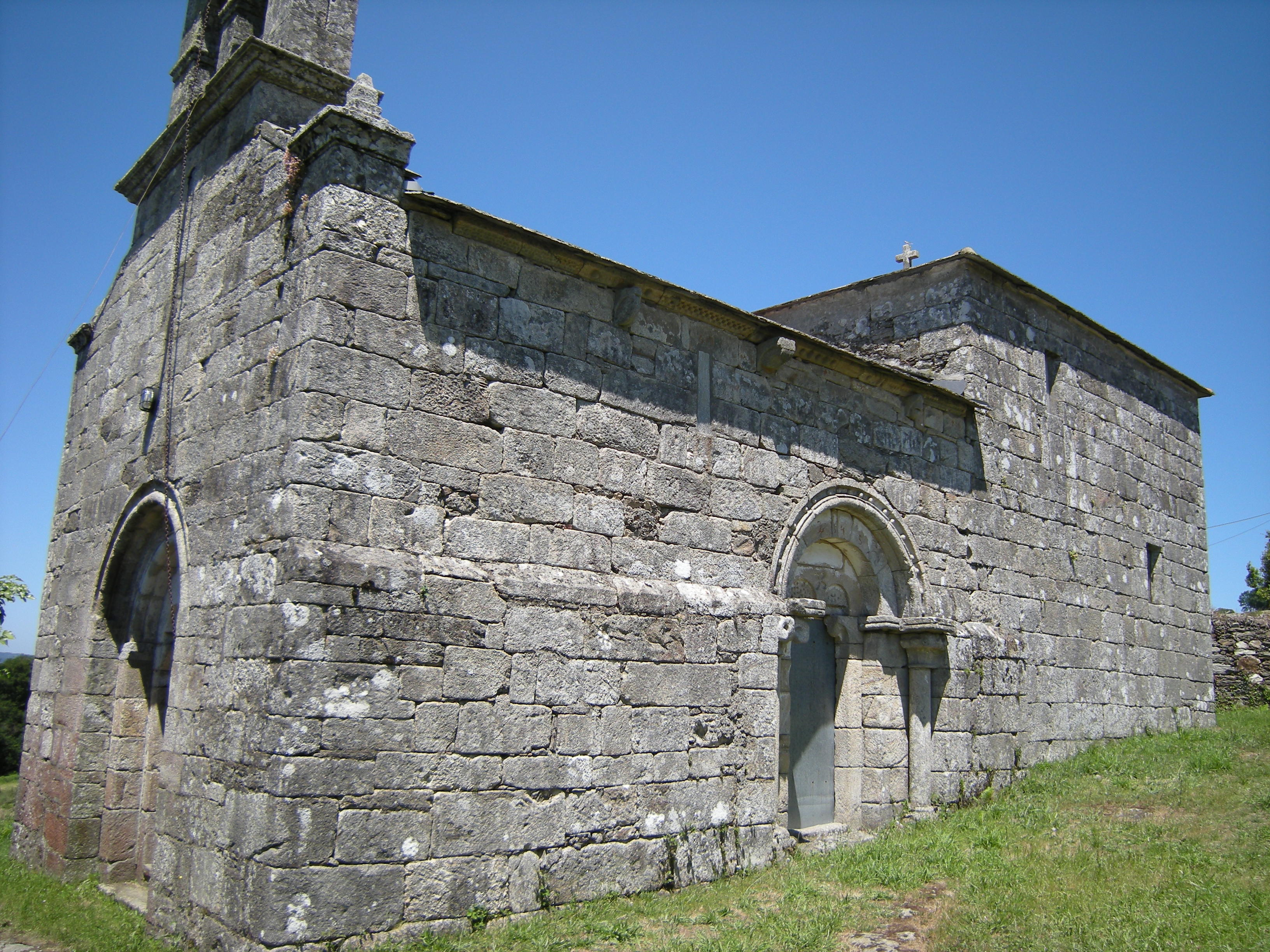
Santo Estevo de Grallás
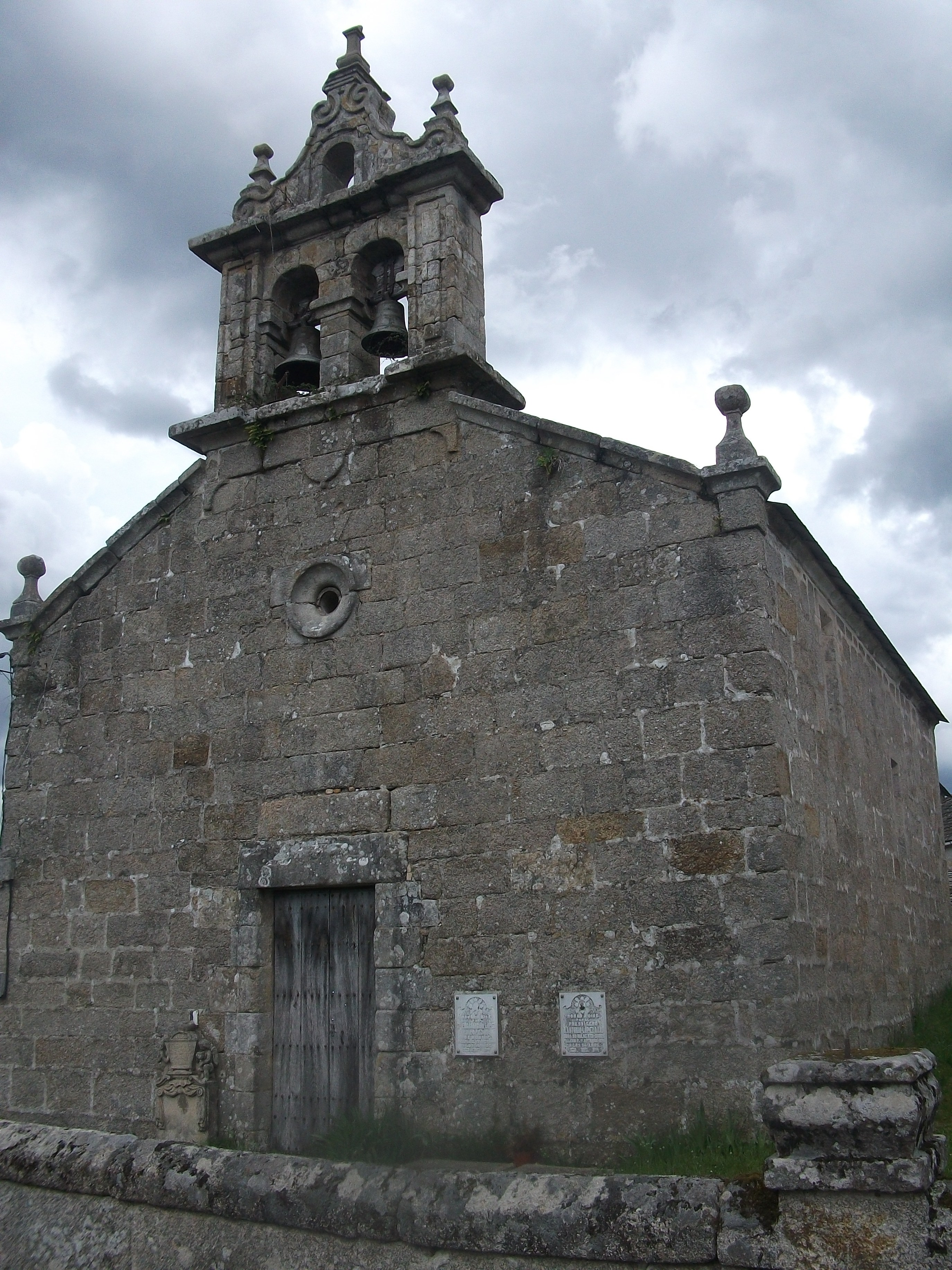
Santa Eufemia de Vilarmosteiro
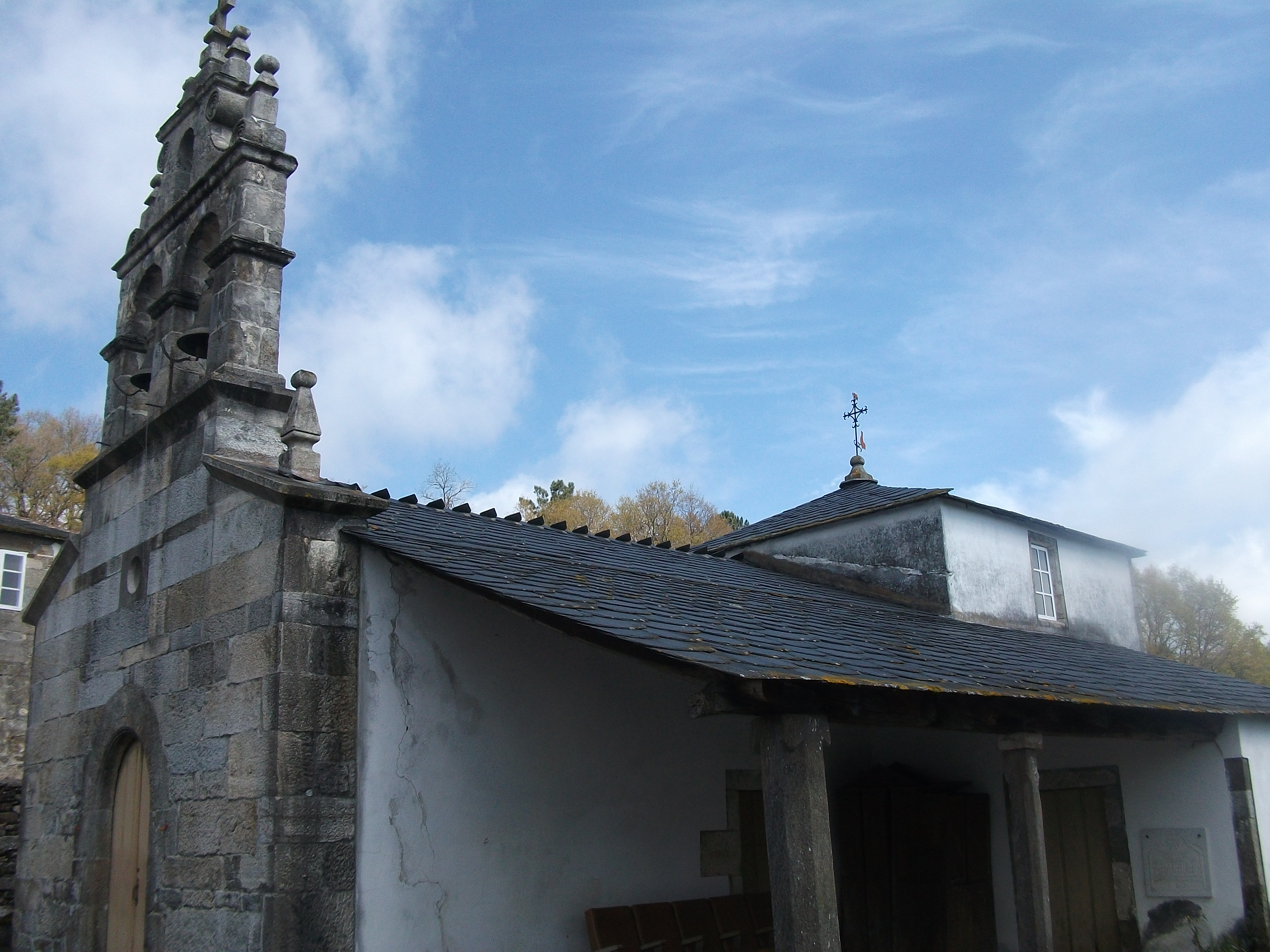
Santa María de Gondrame
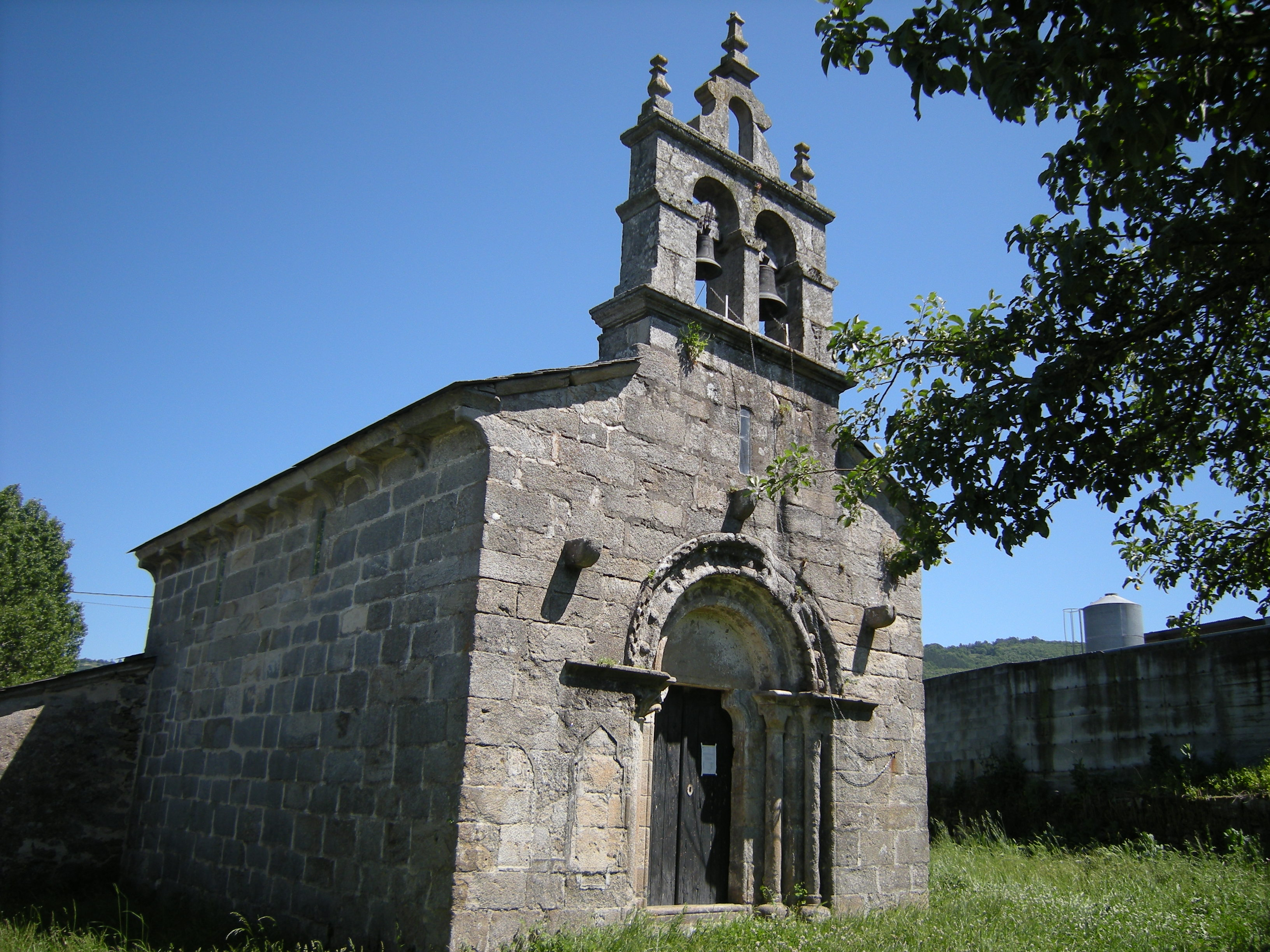
San Salvador de Vileiriz

## Wirtschaft
| Ackerbau, Viehzucht und Fischerei                                                  | 180 | 036,44 |
| Industrie                                                                          | 042 | 08,50  |
| Bauwirtschaft                                                                      | 021 | 04,25  |
| Dienstleistungsbetriebe                                                            | 251 | 050,81 |
| Total                                                                              | 494 | 100,00 |
| * Daten aus dem Statistischen Amt für Wirtschaftliche Entwicklung in Galicien, IGE |     |        |

## Verkehr
Die Gemeinde liegt fernab von Fernverkehrsstraßen. Die Provinzstraße LU-546 und die parallel verlaufende CG-2.2 von Monforte de Lemos nach Lugo durchqueren nur einen relativen kleinen Teil des nördlichen Gemeindegebiets. Die Provinzstraße LU-P-2904 verläuft nördlich in Richtung O Corgo und Lugo. Die Provinzstraße LU-P-4304 führt östlich zur Nachbargemeinde Láncara, die Provinzstraße LU-P-5705 südöstlich über die Serra de Páramo nach Sarria. Die Provinzstraße LU-P-4202 verbindet O Páramo mit der südlichen Nachbargemeinde Paradela, die Provinzstraße LU-613 mit der westlich gelegene Nachbargemeinde Portomarín.